# William Beebe
Charles William Beebe (29. juli 1877 – 4. juni 1962) var en amerikansk naturvidenskabsmand, ornitolog, marinbiolog, entomolog, opdagelsesrejsende og forfatter. Han var bedst kendt for sine dybhavsundersøgelser gennem en batysfære som han selv havde konstrueret – en dykkerklokke som han i 1934 anvendte til at nedstige til næsten 1000 meters dybde i Atlanterhavet. Udover sit videnskabelige arbejde om fugle og fisk udgav Beebe også et stort antal populærvidenskabelige skrifter.

## Yderligere læsning
- "William Beebe," i Tom Taylor og Michael Taylor, Aves: A Survey of the Literature of Neotropical Ornithology, Baton Rouge: Louisiana State University Libraries, 2011.